# HDL-Rezeptor
Der HDL-Rezeptor (SR-BI) (auch: Scavenger-Rezeptor B1) ist ein Protein in der Zellmembran von Wirbeltieren, das mit HDL-Partikeln und Lipiden eine Bindung eingeht. Beim Menschen wird SR-BI in vielen Gewebetypen, vor allem in der Leber exprimiert und dies ist die Voraussetzung dafür, dass im Blut schwimmendes HDL in der Leber von seinen Lipiden befreit wird und diese anschließend entsorgt werden können (reverser Cholesterintransport). Ebenso wird Cholesterin in den Nebennieren für die Steroidbiosynthese benötigt; SR-BI ist auch hier der Andockpunkt für HDL. Weiter bindet SR-BI an Phosphatidylserin, daher ist es an der Phagozytose apoptotischer Zellen beteiligt.
SR-BI spielt eine essenzielle Rolle bei der Infektion mit dem Hepatitis-C-Virus und mit Plasmodium-Parasiten.
Für die Expression und Lokalisierung von SR-BI ist das Gerüstprotein PDZK1 notwendig. Die verringerte Expression von SR-BI in Mäusen, die fettreich ernährt wurden, wird wahrscheinlich über PDZK1 reguliert. In den Nebennieren wird die Expression von SR-BI mit Signaltransduktion über PREB reguliert.